# Riforma Dini
La legge 8 agosto 1995, n. 335 ("Riforma del sistema pensionistico obbligatorio e complementare") detta spesso riforma Dini, dal nome del presidente del consiglio dei ministri Lamberto Dini che ne fu il promotore, è una legge ordinaria della Repubblica italiana, che costituì una riforma del sistema pensionistico pubblico e privato in Italia.
Essa realizzò una riforma previdenziale introducendo significative modificazioni nel quadro della normativa in materia previdenziale del tempo. Venne approvata dalla maggioranza parlamentare che sosteneva il governo Dini composta da PDS, PPI, PSI, FdV, La Rete, CS, LN, DEM, CCD, CDU e da alcuni fuoriusciti di Rifondazione Comunista che invece si oppose alla riforma.

## Analisi
Le disposizioni della norma costituirono una riforma economico-sociale che introdusse nuove condizioni relativamente ai requisiti di anzianità contributiva e di età, oltre all'applicazione del criterio delle decorrenze prestabilite per il conseguimento del diritto e per l'ammissione al godimento della pensione di anzianità. Essa stabiliva le norme di unificazione della pensione di anzianità e della pensione di vecchiaia in un nuovo disegno di pensione di vecchiaia.
La legge si inseriva in un progetto più ampio di riordino del sistema pensionistico, iniziato col d.lgs. 30 dicembre 1992, n. 503, che stabilì il mantenimento delle modalità di determinazione della pensione di vecchiaia con il metodo di calcolo retributivo per i lavoratori con almeno 18 anni di anzianità contributiva al 31 dicembre 1995. Venivano fissati i criteri circa l'alternativa, per i lavoratori in servizio fino al 1º gennaio 1996 e in possesso di almeno 15 anni di anzianità contributiva, di richiedere di essere sottoposti, ai fini dell'ottenimento della liquidità pensionistica, alle regole del sistema contributivo.
Un principio innovatore della riforma è l'introduzione della rivalutazione dei contributi con il metodo di calcolo contributivo a capitalizzazione simulata sulla crescita per la determinazione della pensione di vecchiaia, sistema che permette un abbattimento degli importi delle pensioni con il conseguente aumento della stabilità finanziaria degli enti previdenziali gestiti con il sistema della gestione a ripartizione.

## Contenuto
Tale riforma introduceva, per i sistemi pensionistici senza patrimonio di previdenza (detto anche pay-as-you-go), un nuovo schema pensionistico con formula delle rendite predefinita per la determinazione della pensione di vecchiaia, il metodo di calcolo contributivo a capitalizzazione simulata sulla crescita.
Infatti, secondo la norma:
- chi nel 1996 (A.G.O.) aveva più di 18 anni di anzianità contributiva, calcolava la pensione di vecchiaia solo con il metodo di calcolo retributivo;
- chi nel 1996 (A.G.O.) aveva meno di 18 anni di anzianità contributiva, calcolava la pensione di vecchiaia con il metodo pro-rata, dal 1996;
- chi ha iniziato a lavorare dopo il 1996 (A.G.O.), calcola la pensione di vecchiaia solo con il metodo di calcolo contributivo a capitalizzazione simulata sulla crescita.

Si introduceva quindi un sistema che prevede nel calcolo della pensione di vecchiaia un tasso di rendimento apparente distinto per coorte, istituzionalizzando una delle prime forme di tradimento intergenerazionale. La riforma interveniva sia sul sistema pensionistico pubblico in Italia ossia dei sistemi pensionistici obbligatori senza patrimonio di previdenza gestiti da enti previdenziali sia nella regolazione della previdenza complementare.
La distorsione più evidente di tale norma è data dalle differenti indennità di pensione che saranno conteggiate sulla base dei medesimi contributi previdenziali versati dai lavoratori dipendenti, autonomi o liberi professionisti, sino all'emanazione della riforma delle pensioni Fornero.
Infatti per i meno fortunati (anzianità contributiva al 1996 minore di 18 anni) gli stessi contributi saranno semplicemente restituiti senza maturare alcun interesse reale con l'applicazione del metodo di calcolo contributivo a capitalizzazione simulata sulla crescita, mentre per i fortunati (anzianità contributiva al 1996 maggiore di 18 anni) i contributi previdenziali verranno restituiti in modo maggiorato, importi che possono anche essere multipli di quanto versato (metodo di calcolo retributivo).
Quindi fino alla approvazione della riforma delle pensioni Fornero, l'unico effetto della riforma Dini è stato quello di diminuire la crescita del debito previdenziale latente senza effetti significativi sulla sostenibilità fiscale dei sistemi pensionistici obbligatori.
Infatti la spesa pensionistica in Italia, anche dopo la riforma Dini ha continuato a crescere ad un ritmo troppo elevato rispetto alla sostenibilità fiscale del paese, determinando la necessità di riforme previdenziali in successione. Gli articoli dal quattro in poi della legge Dini aggiornano il D.L. 21 aprile 1993, n. 124 che regolamenta il secondo pilastro della previdenza ovvero i fondi pensione.

### Art. 1 Comma 1
Al comma 1, la legge afferma che riformerà il sistema previdenziale allo scopo di garantire la tutela delle situazioni di bisogno contemplate nell'art. 38 della Costituzione come segue:
- Definendo i criteri di calcolo dei trattamenti pensionistici correlandoli alla contribuzione;
- Definendo le condizioni di accesso alle prestazioni secondo nuovi principi di flessibilità;
- Armonizzando gli ordinamenti pensionistici nel rispetto della pluralità degli organismi assicurativi;
- Agevolando le forme pensionistiche complementari allo scopo di consentire livelli aggiuntivi di copertura prevenzione;
- Stabilizzando la spesa pensionistica nel rapporto con il prodotto interno lordo;
- Sviluppo del sistema previdenziale medesimo.

### Art. 1 comma 2
Le disposizioni della presente legge costituiscono principi fondamentali di riforma economico-sociale della Repubblica. Le successive leggi della Repubblica non possono introdurre eccezioni o deroghe alla presente legge se non mediante espresse modificazioni delle sue disposizioni. Sono previste eccezioni procedurali per la Valle d'Aosta.

### Art. 1 comma 16
Al fine di contribuire al finanziamento delle generose pensioni ereditate dalle pregresse promesse pensionistiche, si opta per l'eliminazione della pensione minima per la categoria dei più giovani, ossia coloro che avranno la pensione calcolata interamente con il metodo di calcolo contributivo a capitalizzazione simulata.

### Art. 1 Comma 44
L'art. 1 Comma 44 istituisce il nucleo di valutazione della spesa previdenziale poi eliminato a seguito dell'accorpamento in INPS dell'INPDAP raggiungendo così oltre il 95% delle posizioni previdenziali dei lavoratori attivi e pensionati.